# Haidmühle (Schnaittenbach)
Haidmühle ist ein Gemeindeteil der Stadt Schnaittenbach im Landkreis Amberg-Sulzbach in der Oberpfalz in Bayern. Er gehörte ursprünglich zur Gemeinde Weiher, die am 1. April 1972 größtenteils nach Hirschau eingemeindet wurde. Nur Haidmühle und Haidhof kamen zu Schnaittenbach.

## Herkunft des Namens
Der Ortsname Haidmühle ist als Mühle auf der Heide zu interpretieren. 1421 wurde ein Gut „auff der Hayd“ erwähnt. 1503 hieß die Haidmühle Haidemüll und 1567 Haydmul, 1630 Haidtmühl, 1661 Haidenmühl und 1723 Haidenmüll.